# Список дивизий войск СС

Дивизии войск СС вне зависимости от своего типа входили в единую линию формировавшихся номерных дивизий. Как правило, дивизия войск СС состояла исключительно из немцев — граждан нацистской Германии — или иных германоязычных народов, однако в дальнейшем стали формироваться и дивизии из негерманских народов. Дивизии, сформированные из новобранцев или добровольцев из рядов фольксдойче, назывались «добровольческими дивизиями СС» (нем. SS-Freiwilligen Division), дивизии из иностранных солдат — «дивизиями войск СС» (нем. Waffen Division der SS). В иностранных дивизиях войск СС офицерами при этом были преимущественно немцы. Некоторые из дивизий представляли собой по размеру фактически боевые группы, будучи дивизиями лишь на бумаге.

## Дивизии
Ниже представлен список всех действовавших во Второй мировой войне дивизий войск СС с именами их командиров на момент окончания войны в Европе. Дивизии, прежде различавшиеся только по названию, получили порядковые номера в начале 1943 года. В списке представлены и так называемые задвоенные номера — дивизии под этими номерами формировались дважды в различные отрезки времени. Значительная часть дивизий, составленных из иностранных добровольцев, либо прекратила своё существование, либо была включена в состав оставшихся в строю дивизий.
| Номер | Дивизия                                 | Тип                                                   | Дата образования            | Дата расформирования | Личный состав | Последний командир                                                       | Нашивка | Максимальная численность             |
| ----- | --------------------------------------- | ----------------------------------------------------- | --------------------------- | -------------------- | --- | ------------------------------------------------------------------------ | ------- | ------------------------------------ |
| 1     | «Лейбштандарт СС Адольф Гитлер»         | Танковая                                              | 17 марта 1933               | Май 1945             | Члены особых команд СС (в том числе личная охрана Адольфа Гитлера SS-Stabswache Berlin)                                      | бригадефюрер СС Отто Кумм                                                |         | 22 000 (декабрь 1944)                |
| 2     | «Рейх»                                  | Танковая                                              | 9 октября 1939              | Май 1945             | Военнослужащие отдельных частей СС особого назначения                                                                        | штандартенфюрер СС Карл Кройц                                            |         | 21 005 (май 1940)                    |
| 3     | «Мёртвая голова»                        | Танковая                                              | 16 октября 1939             | 8 мая 1945           | Военнослужащие отрядов «Мёртвая голова»                                                                                      | генерал-майор войск СС Хельмут Беккер                                    |         | 21 311 (май 1940)                    |
| 4     | Полицейская                             | Танково-гренадерская (моторизованная)                 | 18 сентября 1939            | 2 мая 1945           | Сотрудники полиции порядка                                                                                                   | штандартенфюрер СС Вальтер Харцер                                        |         | 17 347 (июнь 1941)                   |
| 5     | «Викинг»                                | Танковая                                              | 6 июня 1940                 | 5 мая 1945           | Немцы, датчане, норвежцы, голландцы, фламандцы, шведы                                                                        | оберфюрер СС Карл Ульрих                                                 |         | 19 377 (июнь 1941)                   |
| 6     | «Норд»                                  | Горная (горнопехотная)                                | 28 февраля 1941             | 8 мая 1945           | Военнослужащие 6-го и 7-го пехотных полков СС                                                                                | штандартенфюрер СС Франц Шрайбер                                         |         | 21 247 (декабрь 1942)                |
| 7     | «Принц Евгений»                         | Добровольческая горная (горнопехотная)                | Март 1942                   | Май 1945             | Фольксдойче Независимого государства Хорватия                                                                                | бригадефюрер СС и генерал-майор войск СС Август Шмидтхубер               |         | 21 120 (декабрь 1943)                |
| 8     | «Флориан Гайер»                         | Кавалерийская                                         | 1 июня 1942                 | 12 февраля 1945      | Военнослужащие кавалерийской бригады СС                                                                                      | бригадефюрер СС и генерал-майор войск СС Иоахим Румор                    |         | 13 000 (декабрь 1944)                |
| 9     | «Гогенштауфен»                          | Танковая                                              | 1 февраля 1943              | 8 мая 1945           | Призывники и кадровые военнослужащие резервного батальона «Лейбштандарт Адольф Гитлер»                                       | бригадефюрер СС и генерал-майор войск СС Сильвестр Штадлер               |         | 19 611 (декабрь 1943)                |
| 10    | «Фрундсберг»                            | Танковая                                              | Январь 1943                 | 9 мая 1945           | Немецкие призывники и члены Имперской трудовой службы                                                                        | оберштурмбаннфюрер СС Франц Рёстель                                      |         | 19 313 (декабрь 1943)                |
| 11    | «Нордланд»                              | Добровольческая танково-гренадерская (моторизованная) | Февраль 1943                | 1 мая 1945           | Немцы, датчане, норвежцы | бригадефюрер СС Густав Крукенберг                                        |         | 11 749 (июнь 1944)                   |
| 12    | «Гитлерюгенд»                           | Танковая                                              | 24 июня 1943                | Май 1945             | Ветераны дивизии «Лейбштандарт Адольф Гитлер» и добровольцы из гитлерюгенда                                                  | бригадефюрер СС и генерал-майор войск СС Хуго Краас                      |         | 21 482 (декабрь 1943)                |
| 13    | «Ханджар» (1-я хорватская)              | Горная (горнопехотная)                                | 1 марта 1943                | 8 мая 1945           | Боснийские мусульмане | бригадефюрер СС Дезидериус Хампель                                       |         | 21,065 (декабрь 1943)                |
| 14    | «Галиция» (1-я украинская)              | Гренадерская (пехотная)                               | Апрель 1943                 | Май 1945             | Украинцы из Западной Украины                                                                                                 | бригадефюрер СС и генерал-майор войск СС Фриц Фрейтаг                    |         | 22 000 (декабрь 1944)                |
| 15    | 1-я латышская                           | Войсковая гренадерская (пехотная)                     | 25 февраля 1943             | Май 1945             | Латыши из Латышского добровольческого легиона СС                                                                             | бригадефюрер СС Карл Бурк                                                |         | 20 291 (декабрь 1943)                |
| 16    | «Рейхсфюрер СС»                         | Танково-гренадерская (моторизованная)                 | Октябрь 1943                | Май 1945             | Военнослужащие штурмовой бригады «Рейхсфюрер-СС»                                                                             | оберфюрер СС Отто Баум                                                   |         | 14 223 (декабрь 1944)                |
| 17    | «Гёц фон Берлихинген»                   | Танково-гренадерская (моторизованная)                 | Октябрь 1943                | 7 мая 1945           | Резервисты и призывники | Оберфюрер СС Георг Бохман                                                |         | 18 354 (15 июня 1944)                |
| 18    | «Хорст Вессель»                         | Добровольческая танково-гренадерская (моторизованная) | 25 января 1944              | Май 1945             | Немцы из 1-й моторизованной бригады СС и венгерские фольксдойче из Баната                                                    | Штандартенфюрер СС Генрих Петерсен                                       |         | 11 000 (декабрь 1944)                |
| 19    | 2-я латышская                           | Войсковая гренадерская (пехотная)                     | Январь 1944                 | Май 1945             | Латыши из 2-й Латышской добровольческой бригады СС                                                                           | группенфюрер СС и генерал-лейтенант войск СС и полиции Бруно Штреккенбах |         | 10 592 (июнь 1944)                   |
| 20    | 1-я эстонская                           | Войсковая гренадерская (пехотная)                     | 20 января 1944              | Май 1945             | Эстонцы из 3-й добровольческой бригады СС                                                                                    | оберфюрер СС Бертольд Маак                                               |         | 15 382 (20 сентября 1944)            |
| 21    | «Скандербег» (1-я албанская)            | Горная (горнопехотная)                                | Апрель 1944                 | 7 декабря 1944       | Албанцы из полицейского батальона «Люботень» и движения «Бали Комбетар», добровольцы из Косово и Албании, моряки кригсмарине | оберфюрер СС Август Шмидхубер                                            |         | 6 156 (июнь 1944)                    |
| 22    | «Мария Терезия»                         | Добровольческая кавалерийская                         | Апрель 1944                 | Май 1945             | Венгры и венгерские фольксдойче                                                                                              | Бригадефюрер СС и генерал-майор войск СС Август Цеендер                  |         | 8 000 (декабрь 1944)                 |
| 23    | «Кама» (2-я хорватская)                 | Горная (горнопехотная)                                | 17 июня 1944                | 24 сентября 1944     | Боснийские мусульмане из 13-й дивизии СС, немецкие офицеры из 7-й дивизии СС, хорватские фольксдойче и хорваты               | оберфюрер СС Густав Ломбард                                              |         | 2 199 (июнь 1944)                    |
| 23    | «Недерланд» (1-я голландская)           | Добровольческая танково-гренадерская (моторизованная) | 10 февраля 1945             | Май 1945             | Нидерландские бойцы 4-й добровольческой моторизованной бригады СС «Недерланд»                                                | Бригадефюрер СС и генерал-майор войск СС Юрген Вагнер                    |         | 6 000 (декабрь 1944)                 |
| 24    | «Карстъегер»                            | Горная (горнопехотная)                                | 1 августа 1944              | Май 1945             | Австрийцы, тирольские немцы, итальянцы, словенцы, украинцы Хорватии и испанцы                                                | Оберфюрер СС Адольф Вагнер                                               |         | 3 000 (декабрь 1944)                 |
| 25    | «Хуньяди» (1-я венгерская)              | Гренадерская (пехотная)                               | 2 ноября 1944               | 3 мая 1945           | Венгры из боевой группы СС «Дик» и 13-й венгерской пехотной дивизии                                                          | группенфюрер СС Йожеф Грашши                                             |         | 15 000 (декабрь 1944)                |
| 26    | 2-я венгерская                          | Гренадерская (пехотная)                               | Декабрь 1944                | Май 1945             | Венгерские и румынские добровольцы                                                                                           | группенфюрер СС Йожеф Грашши                                             |         | 13 000 (декабрь 1944)                |
| 27    | «Лангемарк» (1-я фламандская)           | Добровольческая танково-гренадерская                  | 19 октября 1944             | Май 1945             | Бельгийцы из 6-й бригады СС «Лангемарк»                                                                                      | оберфюрер СС Томас Мюллер                                                |         | 7 000 (декабрь 1944)                 |
| 28    | «Валлония»                              | Добровольческая гренадерская (пехотная)               | 19 октября 1944             | Май 1945             | Бельгийцы из 5-й добровольческой штурмовой бригады СС «Валлония»                                                             | штандартенфюрер СС Леон Дегрель                                          |         | 4 000 (декабрь 1944)                 |
| 29    | «РОНА» (1-я русская)                    | Гренадерская (пехотная)                               | 1 августа 1944              | Ноябрь 1944          | Члены Русской освободительной народной армии                                                                                 | бригадефюрер СС Кристоф Дим                                              |         | от 10 до 15 тысяч (1943)             |
| 29    | «Италия» (1-я итальянская)              | Гренадерская (пехотная)                               | 9 марта 1945                | 30 апреля 1945       | Итальянцы из 9-й пехотной бригады СС                                                                                         | оберфюрер СС Эрвин Чоппе                                                 |         | 15 000 (декабрь 1944)                |
| 30    | 2-я русская                             | Гренадерская (пехотная)                               | 1 августа 1944              | 9 марта 1945         | Русские, белорусские и украинские члены бригады шуцманшафта «Зиглинг»                                                        | оберштурмбанфюрер СС Ганс Зиглинг                                        |         | 4400 (декабрь 1944)                  |
| 30    | 1-я белорусская                         | Гренадерская (пехотная)                               | 9 марта 1945                | Конец апреля 1945    | Солдаты 30-й гренадерской бригады СС (1-й белорусской)                                                                       | штурмбаннфюрер СС Франц Кушель                                           |         | не более 4500 (январь 1945)          |
| 31    | «Бачка»                                 | Добровольческая гренадерская (пехотная)               | 1 октября 1944              | Май 1945             | Самооборона венгерских фольксдойче, немцы из 23-й горной дивизии СС «Кама»                                                   | бригадефюрер СС и генерал-майор войск СС Август Вильгельм Трабандт       |         | 11 000 (декабрь 1944)                |
| 32    | «30 января»                             | Добровольческая гренадерская (пехотная)               | 30 января 1945              | Май 1945             | Немцы из разных запасных и учебных частей войск СС                                                                           | штандартенфюрер СС Ганс Кемпин                                           |         | 12 000 человек (январь—февраль 1945) |
| 33    | 3-я венгерская                          | Кавалерийская                                         | Ноябрь 1944                 | Февраль 1945         | Венгерские добровольцы (в том числе из 1-й венгерской кавалерийской дивизии)                                                 | оберфюрер СС Ласло Деак                                                  |         | н/д                                  |
| 33    | «Шарлемань» (1-я французская)           | Гренадерская (пехотная)                               | 10 февраля 1945             | 2 мая 1945           | Французы из 7-й гренадерской бригады войск СС                                                                                | штандартенфюрер СС Вальтер Циммерман                                     |         | около 7 000 (февраль 1945)           |
| 34    | «Ландсторм Недерланд» (2-я голландская) | Добровольческая танково-гренадерская                  | 10 февраля 1945             | 9 мая 1945           | Нидерландцы из 10-й добровольческой пехотной бригады СС                                                                      | оберфюрер СС Мартин Кольрозер                                            |         | более 6 000 (февраль 1945)           |
| 35    | Полицейская                             | Гренадерская (пехотная)                               | Конец февраля 1945          | Конец апреля 1945    | Военнослужащие полицейской бригады СС «Вирт»                                                                                 | штандартенфюрер СС Рюдигер Пипкорн                                       |         | н/д                                  |
| 36    | «Дирлевангер»                           | Войсковая гренадерская (пехотная)                     | 15 июня 1940 / Февраль 1945 | Март 1945            | Осуждённые за браконьерство преступники, иные уголовники, коллаборационисты                                                  | бригадефюрер СС Фриц Шмедес                                              |         | 6 000 (декабрь 1944)                 |
| 37    | «Лютцов»                                | Добровольческая кавалерийская                         | 2 февраля 1945              | Май 1945             | Военнослужащие 8-й и 22-й кавалерийских дивизий СС, курсанты кавалерийской школы в Праге, венгерские фольксдойче             | штандартенфюрер СС Карл Гезеле                                           |         | н/д                                  |
| 38    | «Нибелунги»                             | Гренадерская (пехотная)                               | 27 марта 1945               | 8 мая 1945           | Преподаватели и курсанты офицерской школы СС в Бад-Тольце                                                                    | группенфюрер СС Мартин Штанге                                            |         | 6 000 (март 1945)                    |

## Комментарии
1. ↑  Также известна под названием «Дас Рейх»[9]
2. ↑  Также известна под названием «Тотенкопф»[13]
3. ↑  Как боевая группа СС «Норд»[19]
4. ↑  Также известна под названием «Принц Ойген»[22]
5. ↑  Также известна под названием «Флориан Гейер»[24]
6. ↑  Также известна под названием «Гогенштауфен»[26]
7. ↑  С июня по октябрь 1943 года носила название «Карл Великий»[30]
8. ↑  До 30 октября 1943 года числилась как танково-гренадерская дивизия СС[36]
9. ↑  Также известна под названием «Хандшар»[37]
10. ↑  25 апреля 1945 года преобразована в 1-ю дивизию Украинской национальной армии[41][42]
11. ↑  Также известна под названием «Эстланд»[53]
12. ↑  Иногда оберштурмбаннфюрер СС Альфред Грааф, командир полковой группы «Скандербег», указывается в качестве последнего командира дивизии[58]
13. ↑  Де-юре командиром до расформирования дивизии был штандартенфюрер СС Гельмут Райтель[англ.][62]
14. ↑  Преобразована из дивизии обратно в бригаду 5 декабря 1944 года[66][65]
15. ↑  Фигурирует в разных источниках под названиями «Гембеш»[66] и «Хунгария»[69]
16. ↑  В некоторых источниках указывается оберфюрер СС Бертольд Маак[70]
17. ↑  В качестве последнего командира дивизии иногда упоминается гауптштурмфюрер СС Генри Детикс, который приступил к этим обязанностям в апреле 1945 года[72]
18. ↑  После преобразования бригады Каминского в дивизию[75]
19. ↑  На этапе подготовки дивизии из РОНА[76]
20. ↑  Некоторые источники отрицают, что дивизия носила собственное имя[78]
21. ↑  Преобразована 15 января 1945 в войсковую гренадерскую бригаду (1-ю белорусскую) СС, а затем в гренадерскую дивизию СС с тем же обозначением[82]
22. ↑  Считается прозвищем дивизии, но не её названием; среди других приписываемых названий упоминается «Богемия-Моравия» (нем. Böhmen-Mähren)[83]
23. ↑  Ошибочно в качестве командира указывается гауптштурмфюрер СС Анри Фене[фр.][89]
24. ↑  Под этим названием были известны предшественники дивизии[93]
25. ↑  Как команда браконьеров «Ораниенбург»[93]
26. ↑  После преобразования штурмовой бригады СС «Дирлевангер»[93]
27. ↑  Не во всех источниках подтверждается наличие подобного имени[96]